# Rajasaurus
Rajasaurus var en köttätande dinosaurie som beskrevs 2003. Den levde i Indien i slutet av krita för 67 - 65 milj. år sedan. Man har hittat bäcken och skalle efter den. Rajasaurus var släkt med bland annat Abelisaurus, Carnotaurus och Majungasaurus.

## Beskrivning
Rajasaurus hade en typisk skalle för en Abelisaurid, med korta käkar och rundat nosparti. Utgående från fossilen tror forskarna att dinosaurien blev 9 meter lång, och var ganska tung i kroppen. När Rajasaurus stod på bakbenen var den 2, 5 - 3 meter hög vid höften.